# U-18-Handball-Europameisterschaft der Männer
Die U-18-Handball-Europameisterschaften der Männer (englisch EHF Men’s 18 European Championship, bis einschließlich der Austragung im Jahr 2003 Men's Youth European Championship) ist der Wettbewerb der besten Nationalmannschaften für männliche Handballspieler unter 18 Jahren und wird seit 1992 ausgespielt. Sie finden im Abstand von zwei Jahren statt. Nach einer Qualifikation treffen die besten 24 (bis 2022: 16) Mannschaften der Europäischen Handballföderation (EHF) aufeinander. Das Turnier dient neben der Ermittlung der besten europäischen Mannschaft auch als Qualifikation für die U-19-Weltmeisterschaft.
Aktueller Titelverteidiger ist Spanien.

## Turniere im Überblick
| Jahr | Gastgeber              | TN | Europameister          | Ergebnis    | Zweiter     | Dritter     |
| ---- | ---------------------- | -- | ---------------------- | ----------- | ----------- | ----------- |
| 1992 | Schweiz                | 8  | Portugal               | 30:26 n. V. | Russland    | Spanien     |
| 1994 | Israel                 |    | Spanien                | 16:15       | Portugal    | Dänemark    |
| 1997 | Estland                |    | Schweden               | 28:24       | Tschechien  | Ungarn      |
| 1999 | Portugal               |    | Ungarn                 | 24:23       | Spanien     | Dänemark    |
| 2001 | Luxemburg              |    | Russland               | 27:24       | Dänemark    | Schweden    |
| 2003 | Slowakei               |    | Island                 | 27:23       | Deutschland | Dänemark    |
| 2004 | Serbien und Montenegro |    | Serbien und Montenegro | 27:20       | Kroatien    | Dänemark    |
| 2006 | Schweiz                |    | Kroatien               | 30:24       | Dänemark    | Schweden    |
| 2008 | Tschechien             |    | Deutschland            | 31:27       | Dänemark    | Schweden    |
| 2010 | Montenegro             | 16 | Kroatien               | 27:26       | Spanien     | Dänemark    |
| 2012 | Österreich             | 16 | Deutschland            | 30:29 n. V. | Schweden    | Dänemark    |
| 2014 | Polen                  | 16 | Frankreich             | 33:30       | Ungarn      | Spanien     |
| 2016 | Kroatien               | 16 | Frankreich             | 40:38       | Kroatien    | Deutschland |
| 2018 | Kroatien               | 16 | Schweden               | 32:27       | Island      | Dänemark    |
| 2021 | Kroatien               | 16 | Deutschland            | 34:20       | Kroatien    | Spanien     |
| 2022 | Montenegro             | 16 | Spanien                | 34:32       | Schweden    | Deutschland |
| 2024 | Montenegro             | 24 | Schweden               | 37:36 n. V. | Dänemark    | Ungarn      |
| 2026 | Serbien                |    |                        |             |             |             |

## Medaillenspiegel
| Rang | Land                   | Goldmedaillen | Silbermedaillen | Bronzemedaillen | Gesamt |
| ---- | ---------------------- | ------------- | --------------- | --------------- | ------ |
| 1    | Schweden               | 3             | 2               | 3               | 8      |
| 2    | Deutschland            | 3             | 1               | 2               | 6      |
| 3    | Kroatien               | 2             | 3               | 0               | 5      |
|      | Spanien                | 2             | 2               | 3               | 7      |
| 5    | Frankreich             | 2             | 0               | 0               | 2      |
| 6    | Ungarn                 | 1             | 1               | 2               | 4      |
| 7    | Russland               | 1             | 1               | 0               | 2      |
|      | Portugal               | 1             | 1               | 0               | 2      |
|      | Island                 | 1             | 1               | 0               | 2      |
| 10   | Serbien und Montenegro | 1             | 0               | 0               | 1      |
| 11   | Dänemark               | 0             | 4               | 7               | 11     |
| 12   | Tschechien             | 0             | 1               | 0               | 1      |

(Stand: 21. August 2024)